# Żarek (województwo dolnośląskie)
Żarek (niem. Bremberg) – wieś w Polsce istniejąca do lat 70. XX wieku na terenie dzisiejszej gminy Męcinka w powiecie jaworskim. Została, podobnie jak Brachów, wysiedlona i zlikwidowana ze względu na budowę zbiornika retencyjnego Słup.
Przed wysiedleniem w 1977 r. w Żarku były 72 numery nieruchomości, kaplica Najświętszego Serca Pana Jezusa, szkoła podstawowa, świetlica, sklep, bar i Fabryka Przetworów Kostnych. Większość budynków rozebrano, ale ich pozostałości do dziś znajdują się na dnie zbiornika, podobnie jak zachowany pod wodą kamienny most. Był tu także pałac, w którym feldmarszałek Blücher dowiedział się o nadciągających siłach francuskich i zaplanował bitwę nad Kaczawą (1813). 